# RS-413
Pour les articles homonymes, voir Route 413.
La RS 413 est une route locale du Centre-Est du Rio Grande do Sul de l'État du Rio Grande do Sul, qui relie la municipalité de Santa Clara do Sul à la BR-453, sur le territoire de la commune de Lajeado. Elle dessert ces deux seules communes, et est longue de 9,8 km. Elle a été inaugurée le 8 janvier 2004.